# Giải bóng đá Ngoại hạng Anh 2018–19
Giải bóng đá Ngoại hạng Anh 2018–19 là mùa giải thứ 27 của Giải bóng đá Ngoại hạng Anh (English Premier League), giải đấu bóng đá chuyên nghiệp hàng đầu của Anh cho các câu lạc bộ bóng đá nam, kể từ khi thành lập năm 1992. Mùa giải bắt đầu vào ngày 10 tháng 8 năm 2018 và kết thúc vào ngày 12 tháng 5 năm 2019. Lịch thi đấu cho mùa 2018-19 được công bố vào ngày 14 tháng 6 năm 2018.
Wolverhampton Wanderers, Cardiff City và Fulham đã tham gia với tư cách là những câu lạc bộ được thăng hạng từ Giải bóng đá English Football League (EFL) 2017. Họ đã thay thế West Bromwich Albion, Swansea City và Stoke City, những đội đã xuống hạng tới Giải bóng đá EFL 2018.
Nhà đương kim vô địch Manchester City đã giành chức vô địch Premier League thứ tư của họ, và danh hiệu vô địch Anh thứ sáu nói chung. Họ đã thắng 14 trận đấu cuối cùng của họ và giành được chức vô địch vào ngày cuối cùng của mùa giải với chiến thắng 4-1 trước Brighton và Hove Albion, kết thúc với 98 điểm. Liverpool đã dẫn trước 7 điểm trước Manchester City vào ngày 3 tháng 1, nhưng kết thúc với vị trí á quân với 97 điểm - tổng số cao nhất trong lịch sử giải đấu hàng đầu nước Anh cho đội đứng thứ hai và chỉ thua một trận đấu trong cả mùa giải - đó là trận thua đội vô địch Man City.
Huddersfield Town là đội đầu tiên bị xuống hạng, sau thất bại 0-2 của họ tại Crystal Palace vào ngày 30 tháng 3 năm 2019, trùng với chiến thắng cho Burnley và Southampton. Họ đã xuống hạng trước 6 vòng đấu. Điều này khiến Huddersfield trở thành đội bóng thứ hai phải xuống hạng trước khi tháng 3 kết thúc, sau trận đấu với Derby County năm 2007. Fulham đã cùng xuống hạng với họ sau thất bại 1-4 tại Watford vào ngày 2 tháng 4, xuống hạng trước năm vòng đấu. Cardiff City là đội cuối cùng bị xuống hạng sau trận thua 2-3 trên sân nhà trước Crystal Palace vào ngày 4 tháng 5 với một trận đấu còn lại.
Bàn thắng nhanh nhất trong lịch sử Premier League đã được ghi vào mùa này vào ngày 23 tháng 4 bởi Shane Long trong trận hòa 1 trận 1 giữa đội bóng của anh là Southampton và Watford sau 7,69 giây. Vào ngày 4 tháng 5 năm 2019, Harvey Elliott của Fulham đã trở thành cầu thủ trẻ nhất Premier League sau 16 năm 30 ngày.
Mùa giải đã chứng kiến sự xuất hiện của hai sự cố hàng không liên quan đến nhân sự của Premier League. Vào ngày 27 tháng 10 năm 2018, chủ sở hữu của câu lạc bộ Leicester City, Vichai Srivaddhanaprabha đã thiệt mạng trong một vụ tai nạn máy bay trực thăng bên ngoài sân vận động King Power, ngay sau trận hòa trên sân nhà 1-1 với West Ham United. Gần ba tháng sau, vào ngày 21 tháng 1 năm 2019, cầu thủ Emiliano Sala của Cardiff City, trên đường tham gia câu lạc bộ sau khi ký hợp đồng kỷ lục từ Nantes, đã qua đời trên máy bay Piper PA-46 Malibu bị rơi tại Alderney.

## Các đội bóng
20 đội cạnh tranh ở mùa giải này – 17 đội đứng đầu ở mùa giải trước, và 3 đội thăng hạng từ EFL Championship. Các đội mới ở mùa giải này là Wolverhampton Wanderers, Cardiff City và Fulham, thay thế cho Stoke City, West Bromwich Albion và Swansea City.

### Sân vận động và địa điểm
Ghi chú: Danh sách dưới đây được sắp xếp theo trình tự bảng chữ cái.
| Đội                     | Địa điểm            | Sân vận động                   | Sức chứa |
| ----------------------- | ------------------- | ------------------------------ | -------- |
| Arsenal                 | London (Holloway)   | Sân vận động Emirates          | 60,260   |
| Bournemouth             | Bournemouth         | Sân vận động Vitality          | 11,329   |
| Brighton & Hove Albion  | Brighton            | Sân vận động Falmer            | 30,666   |
| Burnley                 | Burnley             | Turf Moor                      | 21,944   |
| Cardiff City            | Cardiff             | Sân vận động Cardiff City      | 33,316   |
| Chelsea                 | London (Fulham)     | Stamford Bridge                | 40,853   |
| Crystal Palace          | London (Selhurst)   | Selhurst Park                  | 26,074   |
| Everton                 | Liverpool           | Goodison Park                  | 39,221   |
| Fulham                  | London (Fulham)     | Craven Cottage                 | 25,700   |
| Huddersfield Town       | Huddersfield        | Sân vận động John Smith's      | 24,500   |
| Leicester City          | Leicester           | Sân vận động King Power        | 32,273   |
| Liverpool               | Liverpool           | Anfield                        | 53,394   |
| Manchester City         | Manchester          | Sân vận động Etihad            | 55,017   |
| Manchester United       | Trafford            | Old Trafford                   | 74,879   |
| Newcastle United        | Newcastle upon Tyne | St James' Park                 | 52,354   |
| Southampton             | Southampton         | Sân vận động St Mary           | 32,384   |
| Tottenham Hotspur       | London (Wembley)    | Sân vận động Wembley           | 90,000   |
| Tottenham Hotspur       | London (Tottenham)  | Sân vận động Tottenham Hotspur | 62,062   |
| Watford                 | Watford             | Vicarage Road                  | 20,400   |
| West Ham United         | London (Stratford)  | Sân vận động Luân Đôn          | 60,000   |
| Wolverhampton Wanderers | Wolverhampton       | Sân vận động Molineux          | 32,050   |

1. ↑  Tottenham Hotspur chơi 3 trận sân nhà đầu tiên của họ tại sân vận động Wembley vì sân vận động của họ đang được xây dựng lại.[17][18]

### Nhân sự và nhà tài trợ
| Đội bóng                | Huấn luyện viên1                | Đội trưởng            | Nhà sản xuất áo đấu | Nhà tài trợ trên áo đấu (thân áo) | Nhà tài trợ trên áo đấu (tay áo) |
| ----------------------- | ------------------------------- | --------------------- | ------------------- | --------------------------------- | -------------------------------- |
| Arsenal                 | Unai Emery                      | Laurent Koscielny     | Puma                | Fly Emirates                      | Visit Rwanda                     |
| Bournemouth             | Eddie Howe                      | Simon Francis         | Umbro               | [ 24 ]                            | M88                              |
| Brighton & Hove Albion  | Chris Hughton                   | Bruno                 | Nike                | American Express                  | JD                               |
| Burnley                 | Sean Dyche                      | Tom Heaton            | Puma                | LaBa360                           | AstroPay                         |
| Cardiff City            | Neil Warnock                    | Sean Morrison         | Adidas              | Visit Malaysia                    | JD                               |
| Chelsea                 | Maurizio Sarri                  | Gary Cahill           | Nike                | Yokohama Tyres                    | Hyundai                          |
| Crystal Palace          | Roy Hodgson                     | Luka Milivojević      | Puma                | ManBetX                           | Dongqiudi                        |
| Everton                 | Marco Silva                     | Phil Jagielka         | Umbro               | SportPesa                         | Angry Birds                      |
| Fulham                  | Claudio Ranieri                 | Tom Cairney           | Adidas              | Dafabet                           | ICM                              |
| Huddersfield Town       | Jan Siewert                     | Tommy Smith           | Umbro               | OPE Sports                        | Leisu Sports                     |
| Leicester City          | Brendan Rodgers                 | Wes Morgan            | Adidas              | King Power                        | Bia Saigon                       |
| Liverpool               | Jürgen Klopp                    | Jordan Henderson      | New Balance         | Standard Chartered                | Western Union                    |
| Manchester City         | Pep Guardiola                   | Vincent Kompany       | Nike                | Etihad Airways                    | Nexen Tire                       |
| Manchester United       | Ole Gunnar Solskjær (tạm quyền) | Antonio Valencia      | Adidas              | Chevrolet                         | Kohler                           |
| Newcastle United        | Rafael Benítez                  | Jamaal Lascelles      | Puma                | [ 64 ]                            | —                                |
| Southampton             | Ralph Hasenhüttl                | Pierre-Emile Højbjerg | Under Armour        | Virgin Media                      | Virgin Media                     |
| Tottenham Hotspur       | Mauricio Pochettino             | Hugo Lloris           | Nike                | AIA                               | —                                |
| Watford                 | Javi Gracia                     | Troy Deeney           | Adidas              | FxPro                             | MoPlay                           |
| West Ham United         | Manuel Pellegrini               | Mark Noble            | Umbro               | Betway                            | Basset & Gold                    |
| Wolverhampton Wanderers | Nuno Espírito Santo             | Conor Coady           | Adidas              | [ 78 ]                            | CoinDeal                         |

- 1 Theo thông tin hiện tại của Danh sách huấn luyện viên hiện tại của Premier League và English Football League.
- Nike có bóng thi đấu mới có tên là Merlin.
- 1 Đội trưởng Steven Davis đã được cho mượn đến Rangers vào tháng 1 do đó Højbjerg làm đội trưởng cho phần còn lại của mùa giải.

### Sự thay đổi huấn luyện viên
| Đội               | Huấn luyện viên cũ | Lí do rời đi           | Ngày rời đi          | Vị trí trên bảng xếp hạng | Huấn luyện viên mới             | Ngày bổ nhiệm        |
| ----------------- | ------------------ | ---------------------- | -------------------- | ------------------------- | ------------------------------- | -------------------- |
| Arsenal           | Arsène Wenger      | Từ chức                | 13 tháng 5 năm 2018  | Trước mùa giải            | Unai Emery                      | 23 tháng 5 năm 2018  |
| Everton           | Sam Allardyce      | Bị sa thải             | 16 tháng 5 năm 2018  | Trước mùa giải            | Marco Silva                     | 31 tháng 5 năm 2018  |
| West Ham United   | David Moyes        | Hết hạn hợp đồng       | 16 tháng 5 năm 2018  | Trước mùa giải            | Manuel Pellegrini               | 22 tháng 5 năm 2018  |
| Chelsea           | Antonio Conte      | Bị sa thải             | 13 tháng 7 năm 2018  | Trước mùa giải            | Maurizio Sarri                  | 14 tháng 7 năm 2018  |
| Fulham            | Slaviša Jokanović  | Bị sa thải             | 14 tháng 11 năm 2018 | Thứ 20                    | Claudio Ranieri                 | 14 tháng 11 năm 2018 |
| Southampton       | Mark Hughes        | Bị sa thải             | 3 tháng 12 năm 2018  | Thứ 18                    | Ralph Hasenhüttl                | 5 tháng 12 năm 2018  |
| Manchester United | José Mourinho      | Bị sa thải             | 18 tháng 12 năm 2018 | Thứ 6                     | Ole Gunnar Solskjær (tạm quyền) | 19 tháng 12 năm 2018 |
| Huddersfield Town | David Wagner       | Hai bên đạt thoả thuận | 14 tháng 1 năm 2019  | Thứ 20                    | Jan Siewert                     | 21 tháng 1 năm 2019  |
| Leicester City    | Claude Puel        | Bị sa thải             | 24 tháng 2 năm 2019  | Thứ 12                    | Brendan Rodgers                 | 26 tháng 2 năm 2019  |

## Bảng xếp hạng
| VT | Đội                     | ST | T  | H  | B  | BT | BB | HS  | Đ  | Giành quyền tham dự hoặc xuống hạng     |
| -- | ----------------------- | -- | -- | -- | -- | -- | -- | --- | -- | --------------------------------------- |
| 1  | Manchester City         | 38 | 32 | 2  | 4  | 95 | 23 | +72 | 98 | Lọt vào vòng bảng Champions League      |
| 2  | Liverpool               | 38 | 30 | 7  | 1  | 89 | 22 | +67 | 97 | Lọt vào vòng bảng Champions League      |
| 3  | Chelsea                 | 38 | 21 | 9  | 8  | 63 | 39 | +24 | 72 | Lọt vào vòng bảng Champions League      |
| 4  | Tottenham Hotspur       | 38 | 23 | 2  | 13 | 67 | 39 | +28 | 71 | Lọt vào vòng bảng Champions League      |
| 5  | Arsenal                 | 38 | 21 | 7  | 10 | 73 | 51 | +22 | 70 | Lọt vào vòng bảng Europa League         |
| 6  | Manchester United       | 38 | 19 | 9  | 10 | 65 | 54 | +11 | 66 | Lọt vào vòng bảng Europa League         |
| 7  | Wolverhampton Wanderers | 38 | 16 | 9  | 13 | 47 | 46 | +1  | 57 | Lọt vào vòng loại thứ hai Europa League |
| 8  | Everton                 | 38 | 15 | 9  | 14 | 54 | 46 | +8  | 54 |                                         |
| 9  | Leicester City          | 38 | 15 | 7  | 16 | 51 | 48 | +3  | 52 |                                         |
| 10 | West Ham United         | 38 | 15 | 7  | 16 | 52 | 55 | −3  | 52 |                                         |
| 11 | Watford                 | 38 | 14 | 8  | 16 | 52 | 59 | −7  | 50 |                                         |
| 12 | Crystal Palace          | 38 | 14 | 7  | 17 | 51 | 53 | −2  | 49 |                                         |
| 13 | Newcastle United        | 38 | 12 | 9  | 17 | 42 | 48 | −6  | 45 |                                         |
| 14 | Bournemouth             | 38 | 13 | 6  | 19 | 56 | 70 | −14 | 45 |                                         |
| 15 | Burnley                 | 38 | 11 | 7  | 20 | 45 | 68 | −23 | 40 |                                         |
| 16 | Southampton             | 38 | 9  | 12 | 17 | 45 | 65 | −20 | 39 |                                         |
| 17 | Brighton & Hove Albion  | 38 | 9  | 9  | 20 | 35 | 60 | −25 | 36 |                                         |
| 18 | Cardiff City            | 38 | 10 | 4  | 24 | 34 | 69 | −35 | 34 | Xuống hạng chơi ở EFL Championship      |
| 19 | Fulham                  | 38 | 7  | 5  | 26 | 34 | 81 | −47 | 26 | Xuống hạng chơi ở EFL Championship      |
| 20 | Huddersfield Town       | 38 | 3  | 7  | 28 | 22 | 76 | −54 | 16 | Xuống hạng chơi ở EFL Championship      |

## Kết quả
| Nhà \ Khách             | ARS | BOU | BHA | BUR | CAR | CHE | CRY | EVE | FUL | HUD | LEI | LIV | MCI | MUN | NEW | SOU | TOT | WAT | WHU | WOL |
| ----------------------- | --- | --- | --- | --- | --- | --- | --- | --- | --- | --- | --- | --- | --- | --- | --- | --- | --- | --- | --- | --- |
| Arsenal                 | —   | 5–1 | 1–1 | 3–1 | 2–1 | 2–0 | 2–3 | 2–0 | 4–1 | 1–0 | 3–1 | 1–1 | 0–2 | 2–0 | 2–0 | 2–0 | 4–2 | 2–0 | 3–1 | 1–1 |
| Bournemouth             | 1–2 | —   | 2–0 | 1–3 | 2–0 | 4–0 | 2–1 | 2–2 | 0–1 | 2–1 | 4–2 | 0–4 | 0–1 | 1–2 | 2–2 | 0–0 | 1–0 | 3–3 | 2–0 | 1–1 |
| Brighton & Hove Albion  | 1–1 | 0–5 | —   | 1–3 | 0–2 | 1–2 | 3–1 | 1–0 | 2–2 | 1–0 | 1–1 | 0–1 | 1–4 | 3–2 | 1–1 | 0–1 | 1–2 | 0–0 | 1–0 | 1–0 |
| Burnley                 | 1–3 | 4–0 | 1–0 | —   | 2–0 | 0–4 | 1–3 | 1–5 | 2–1 | 1–1 | 1–2 | 1–3 | 0–1 | 0–2 | 1–2 | 1–1 | 2–1 | 1–3 | 2–0 | 2–0 |
| Cardiff City            | 2–3 | 2–0 | 2–1 | 1–2 | —   | 1–2 | 2–3 | 0–3 | 4–2 | 0–0 | 0–1 | 0–2 | 0–5 | 1–5 | 0–0 | 1–0 | 0–3 | 1–5 | 2–0 | 2–1 |
| Chelsea                 | 3–2 | 2–0 | 3–0 | 2–2 | 4–1 | —   | 3–1 | 0–0 | 2–0 | 5–0 | 0–1 | 1–1 | 2–0 | 2–2 | 2–1 | 0–0 | 2–0 | 3–0 | 2–0 | 1–1 |
| Crystal Palace          | 2–2 | 5–3 | 1–2 | 2–0 | 0–0 | 0–1 | —   | 0–0 | 2–0 | 2–0 | 1–0 | 0–2 | 1–3 | 1–3 | 0–0 | 0–2 | 0–1 | 1–2 | 1–1 | 0–1 |
| Everton                 | 1–0 | 2–0 | 3–1 | 2–0 | 1–0 | 2–0 | 2–0 | —   | 3–0 | 1–1 | 0–1 | 0–0 | 0–2 | 4–0 | 1–1 | 2–1 | 2–6 | 2–2 | 1–3 | 1–3 |
| Fulham                  | 1–5 | 0–3 | 4–2 | 4–2 | 1–0 | 1–2 | 0–2 | 2–0 | —   | 1–0 | 1–1 | 1–2 | 0–2 | 0–3 | 0–4 | 3–2 | 1–2 | 1–1 | 0–2 | 1–1 |
| Huddersfield Town       | 1–2 | 0–2 | 1–2 | 1–2 | 0–0 | 0–3 | 0–1 | 0–1 | 1–0 | —   | 1–4 | 0–1 | 0–3 | 1–1 | 0–1 | 1–3 | 0–2 | 1–2 | 1–1 | 1–0 |
| Leicester City          | 3–0 | 2–0 | 2–1 | 0–0 | 0–1 | 0–0 | 1–4 | 1–2 | 3–1 | 3–1 | —   | 1–2 | 2–1 | 0–1 | 0–1 | 1–2 | 0–2 | 2–0 | 1–1 | 2–0 |
| Liverpool               | 5–1 | 3–0 | 1–0 | 4–2 | 4–1 | 2–0 | 4–3 | 1–0 | 2–0 | 5–0 | 1–1 | —   | 0–0 | 3–1 | 4–0 | 3–0 | 2–1 | 5–0 | 4–0 | 2–0 |
| Manchester City         | 3–1 | 3–1 | 2–0 | 5–0 | 2–0 | 6–0 | 2–3 | 3–1 | 3–0 | 6–1 | 1–0 | 2–1 | —   | 3–1 | 2–1 | 6–1 | 1–0 | 3–1 | 1–0 | 3–0 |
| Manchester United       | 2–2 | 4–1 | 2–1 | 2–2 | 0–2 | 1–1 | 0–0 | 2–1 | 4–1 | 3–1 | 2–1 | 0–0 | 0–2 | —   | 3–2 | 3–2 | 0–3 | 2–1 | 2–1 | 1–1 |
| Newcastle United        | 1–2 | 2–1 | 0–1 | 2–0 | 3–0 | 1–2 | 0–1 | 3–2 | 0–0 | 2–0 | 0–2 | 2–3 | 2–1 | 0–2 | —   | 3–1 | 1–2 | 1–0 | 0–3 | 1–2 |
| Southampton             | 3–2 | 3–3 | 2–2 | 0–0 | 1–2 | 0–3 | 1–1 | 2–1 | 2–0 | 1–1 | 1–2 | 1–3 | 1–3 | 2–2 | 0–0 | —   | 2–1 | 1–1 | 1–2 | 3–1 |
| Tottenham Hotspur       | 1–1 | 5–0 | 1–0 | 1–0 | 1–0 | 3–1 | 2–0 | 2–2 | 3–1 | 4–0 | 3–1 | 1–2 | 0–1 | 0–1 | 1–0 | 3–1 | —   | 2–1 | 0–1 | 1–3 |
| Watford                 | 0–1 | 0–4 | 2–0 | 0–0 | 3–2 | 1–2 | 2–1 | 1–0 | 4–1 | 3–0 | 2–1 | 0–3 | 1–2 | 1–2 | 1–1 | 1–1 | 2–1 | —   | 1–4 | 1–2 |
| West Ham United         | 1–0 | 1–2 | 2–2 | 4–2 | 3–1 | 0–0 | 3–2 | 0–2 | 3–1 | 4–3 | 2–2 | 1–1 | 0–4 | 3–1 | 2–0 | 3–0 | 0–1 | 0–2 | —   | 0–1 |
| Wolverhampton Wanderers | 3–1 | 2–0 | 0–0 | 1–0 | 2–0 | 2–1 | 0–2 | 2–2 | 1–0 | 0–2 | 4–3 | 0–2 | 1–1 | 2–1 | 1–1 | 2–0 | 2–3 | 0–2 | 3–0 | —   |

## Thống kê mùa giải

### Ghi bàn

#### Các cầu thủ ghi bàn hàng đầu
| XH | Cầu thủ                   | Câu lạc bộ        | Số bàn thắng |
| -- | ------------------------- | ----------------- | ------------ |
| 1  | Sadio Mané                | Liverpool         | 22           |
| 1  | Pierre-Emerick Aubameyang | Arsenal           | 22           |
| 1  | Mohamed Salah             | Liverpool         | 22           |
| 4  | Sergio Aguero             | Manchester City   | 21           |
| 5  | Jamie Vardy               | Leicester         | 18           |
| 6  | Harry Kane                | Tottenham Hotspur | 17           |
| 6  | Raheem Sterling           | Manchester City   | 17           |
| 8  | Eden Hazard               | Chelsea           | 16           |
| 9  | Wilson                    | AFC Bournemouth   | 14           |
| 10 | Richarlison               | Everton           | 13           |

#### Các cầu thủ ghi hat-trick
Ghi chú: H: Sân nhà; A: Sân khách
| Cầu thủ         | Ghi bàn cho             | Đối đầu với       | Kết quả | Ngày                 | Tham khảo |
| --------------- | ----------------------- | ----------------- | ------- | -------------------- | --------- |
| Sergio Agüero   | Manchester City         | Huddersfield Town | 6–1 (H) | 19 tháng 8 năm 2018  | [ 95 ]    |
| Eden Hazard     | Chelsea                 | Cardiff City      | 4–1 (H) | 15 tháng 9 năm 2018  | [ 96 ]    |
| Mohamed Salah   | Liverpool               | Bournemouth       | 4–0 (A) | 8 tháng 12 năm 2018  | [ 97 ]    |
| Roberto Firmino | Liverpool               | Arsenal           | 5–1 (H) | 29 tháng 12 năm 2018 | [ 98 ]    |
| Diogo Jota      | Wolverhampton Wanderers | Leicester City    | 4–3 (H) | 19 tháng 1 năm 2019  | [ 99 ]    |
| Sergio Agüero   | Manchester City         | Arsenal           | 3–1 (H) | 3 tháng 2 năm 2019   | [ 100 ]   |
| Sergio Agüero   | Manchester City         | Chelsea           | 6–0 (H) | 10 tháng 2 năm 2019  | [ 101 ]   |
| Gerard Deulofeu | Watford                 | Cardiff City      | 5–1 (A) | 22 tháng 2 năm 2019  | [ 102 ]   |

#### Các cầu thủ kiến tạo hàng đầu
| XH | Cầu thủ            | Câu lạc bộ              | Kiến tạo |
| -- | ------------------ | ----------------------- | -------- |
| 1  | Eden Hazard        | Chelsea                 | 10       |
| 2  | Christian Eriksen  | Tottenham Hotspur       | 9        |
| 2  | Ryan Fraser        | Bournemouth             | 9        |
| 2  | Leroy Sané         | Manchester City         | 9        |
| 2  | Raheem Sterling    | Manchester City         | 9        |
| 6  | Paul Pogba         | Manchester United       | 8        |
| 7  | João Moutinho      | Wolverhampton Wanderers | 7        |
| 7  | Mohamed Salah      | Liverpool               | 7        |
| 9  | Sergio Agüero      | Manchester City         | 6        |
| 9  | Abdoulaye Doucouré | Watford                 | 6        |
| 9  | José Holebas       | Watford                 | 6        |
| 9  | Aaron Ramsey       | Arsenal                 | 6        |
| 9  | Marcus Rashford    | Manchester United       | 6        |
| 9  | Andrew Robertson   | Liverpool               | 6        |
| 9  | Bernardo Silva     | Manchester City         | 6        |

### Số trận giữ sạch lưới
| XH | Cầu thủ           | Câu lạc bộ        | Số trận giữ sạch lưới |
| -- | ----------------- | ----------------- | --------------------- |
| 1  | Alisson           | Liverpool         | 21                    |
| 2  | Ederson           | Manchester City   | 20                    |
| 3  | Kepa Arrizabalaga | Chelsea           | 11                    |
| 4  | Martin Dúbravka   | Newcastle United  | 9                     |
| 4  | Hugo Lloris       | Tottenham Hotspur | 9                     |
| 6  | David de Gea      | Manchester United | 7                     |
| 6  | Neil Etheridge    | Cardiff City      | 7                     |
| 6  | Ben Foster        | Watford           | 7                     |
| 6  | Jordan Pickford   | Everton           | 7                     |
| 6  | Kasper Schmeichel | Leicester City    | 7                     |

### Kỉ luật

#### Cầu thủ
- Dính nhiều thẻ vàng nhất: 10[105]
  -  José Holebas (Watford)
  -  Jefferson Lerma (Bournemouth)
- Dính nhiều thẻ đỏ nhất: 2[106]
  -  Pierre-Emile Højbjerg (Southampton)
  -  Wes Morgan (Leicester City)

#### Câu lạc bộ
- Dính nhiều thẻ vàng nhất: 58[107]
  - Burnley
- Dính nhiều thẻ đỏ nhất: 4[108]
  - Everton
  - Leicester City
  - Huddersfield Town

## Các giải thưởng

### Giải thưởng hàng tháng
| Tháng    | Huấn luyện viên xuất sắc nhất tháng | Huấn luyện viên xuất sắc nhất tháng | Cầu thủ xuất sắc nhất tháng | Cầu thủ xuất sắc nhất tháng | Bàn thắng đẹp nhất tháng | Bàn thắng đẹp nhất tháng | Tham khảo               |
| Tháng    | Huấn luyện viên                     | Câu lạc bộ                          | Cầu thủ                     | Câu lạc bộ                  | Cầu thủ                  | Câu lạc bộ               | Tham khảo               |
| -------- | ----------------------------------- | ----------------------------------- | --------------------------- | --------------------------- | ------------------------ | ------------------------ | ----------------------- |
| Tháng 8  | Javi Gracia                         | Watford                             | Lucas Moura                 | Tottenham Hotspur           | Jean Michaël Seri        | Fulham                   | [ 109 ] [ 110 ] [ 111 ] |
| Tháng 9  | Nuno Espírito Santo                 | Wolverhampton Wanderers             | Eden Hazard                 | Chelsea                     | Daniel Sturridge         | Liverpool                | [ 112 ] [ 113 ] [ 114 ] |
| Tháng 10 | Eddie Howe                          | Bournemouth                         | Pierre-Emerick Aubameyang   | Arsenal                     | Aaron Ramsey             | Arsenal                  | [ 115 ] [ 116 ] [ 117 ] |
| Tháng 11 | Rafael Benítez                      | Newcastle United                    | Raheem Sterling             | Manchester City             | Son Heung-min            | Tottenham Hotspur        | [ 118 ] [ 119 ] [ 120 ] |
| Tháng 12 | Jürgen Klopp                        | Liverpool                           | Virgil van Dijk             | Liverpool                   | Andros Townsend          | Crystal Palace           | [ 121 ] [ 122 ]         |
| Tháng 1  | Ole Gunnar Solskjær                 | Manchester United                   | Marcus Rashford             | Manchester United           | André Schürrle           | Fulham                   | [ 123 ] [ 124 ] [ 125 ] |